# Malcolm Howard
Malcolm Howard (Victoria, 7 febbraio 1983) è un canottiere canadese, vincitore della medaglia d'oro nell'8 con a Pechino 2008 e dell'argento nel Canottaggio ai Giochi della XXX Olimpiade - Otto maschile.

## Palmarès
- Olimpiadi

Pechino 2008: oro nell'8 con.
- Campionati del mondo di canottaggio

2006 - Eton: bronzo nel 2 senza.
2007 - Monaco di Baviera: oro nell'8 con.
2009 - Poznań: argento nell'8 con.
2011 - Bled: bronzo nell'8 con.